# 미로슬라브 주키치
미로슬라브 주키치(세르비아어: Мирослав Ђукић mǐroslaʋ dʑǔkitɕ, 1966년 2월 19일, 슈티타르 ~)는 세르비아의 전직 축구 선수로, 현역 시절 최후방 수비수로 활약했으며, 근래까지 감독일도 했었다.
그는 현역 시절 14년을 스페인에서 보냈는데, 특히 데포르티보와 발렌시아 소속으로는 도합 368번의 경기에 출전해 11골을 넣었고, 두 선수단 소속으로 도합 6번의 주요 대회 우승을 경험했다.
주키치는 유고슬라비아 연방 국가대표팀 일원으로 1차례 월드컵과 유럽 선수권 대회에 참가했다. 은퇴 후, 그는 감독일을 했는데, 현재까지 국가대표팀과 구단 지휘봉을 모두 잡아보았다.

## 클럽 경력
주키치는 유고슬라비아 사회주의 연방공화국 슈티타르 출신으로, 마츠바 샤바츠 소속으로 현역 무대에 첫 발을 디디고 1989년에 유고슬라비아의 양대 거함 파르티잔과 츠르베나 즈베즈다 베오그라드의 제의에도 불구하고 이보다 중소규모의 베오그라드 구단인 라드로 둥지를 옮겼다.
1991년 중, 주키치는 스페인의 데포르티보에 입단했는데, 그의 이적료는 1991년에 40M Ptas였다. 그는 갈리시아에서 보낸 1년차에 5경기 출전하는데 그쳤는데, 소속 구단은 라 리가로 승격되었고, 2년차를 기점으로 그는 붙박이 주전으로 도약하여 5년 연속으로 최소 35경기에 도합 3,000분 이상 출전했는고, 공교롭게도 소속 구단의 초 데포르의 과업에도 결실을 맺었다.
1994년 5월 14일, 발렌시아와의 안방 시즌 최종전 막판에, 그는 전담 주자 도나토가 교체되어 나가고 대체 주자 베베투도 이전 경기 실축에 따라 주자로 나서기 거절하자 스스로 페널티 킥 주자로 나섰지만, 실축하여 경기를 0-0으로 비겼다. 그 결과 바르셀로나가 어부지리로 리그 우승을 차지했고, 화려한 수비수는 1996-97 시즌 이후 계약을 갱신하지 못하면서 31세의 나이로 구단을 떠났다.
이후 주키치는 발렌시아에 합류했고, 처음 3번의 시즌에 치른 모든 리그 경기에 선발로 출전했고, 동지의 2년 연속 UEFA 챔피언스리그 결승행에 보탰지만, 모두 준우승에 머물렀다. 2001-02 시즌에는 후보 선수로 물러났지만 16경기에 출전하여 소속 구단이 2002년에 31년 만의 리그 우승을 거두는 데에 도왔다.
주키치는 테네리페로 이적하면서 12년 만에 세군다 디비시온 무대에 복귀해 1년을 보냈고, 38세의 나이로 스페인 리그 1, 2부 도합하여 딱 400경기 출전 기록을 세우고 축구화를 벗었다.

## 국가대표팀
주키치는 1991년 2월 27일에 1-1로 이즈미르에서 비긴 터키와의 친선경기에서 유고슬라비아 국가대표팀 첫 경기를 치렀다. 그는 유고슬라비아 연방이 된 국가대표팀 소속으로 이후 48번의 경기에 출전하여 2골을 기록했고, UEFA 유로 2000에 4경기 모두 90분씩 소화했다.
주키치는 1998년 FIFA 월드컵에 참가한 선수 명단에도 이름을 올렸지만, 부상으로 인해 출전하지 못했다.

## 클럽 감독 경력
2007년 1월 23일, 주키치는 파르티잔의 감독으로 내정되었고, 이후 올해의 감독으로도 지명되었다. 2009년 6월 11일, 그는 엔조 시포를 대신해 벨기에의 무스크롱 감독이 되었고, 발렌시아 시절 동료였던 아마데오 카르보니와 후안 산체스가 각각 벨기에 프로 리그 구단의 단장과 기술 코치를 맡았다. 그러나 이들 둘 모두 구단이 재정난으로 해체되면서 금세 떠났다.
2011년 3월 말, 주키치는 해임된 에스테반 비고의 뒤를 이어 에르쿨레스의 감독이 되었다. 그의 임기 첫 경기는 3-1로 이긴 레알 소시에다드와의 원정 경기였지만, 발렌시아 연고 구단은 시즌 끝에 1부 리그에서 강등당했다.
2011년 7월 6일, 주키치는 또다른 2부 리그 구단인 바야돌리드와 3년 계약을 체결했다. 2013년 6월 초, 1년차에 플레이오프전을 치러 승격을 이룩했고, 14차전에는 순위가 2위까지 상승하기도 했고, 에르네스토 발베르데의 후임으로 선수 시절 활약했던 발렌시아의 감독이 되었다.
2013년 12월 16일, 아틀레티코 마드리드에게 시즌 8호 패배를 당해 순위가 9위로 뒤처지면서 주키치 감독은 해고장을 받았다. 2014년 10월 20일, 그는 알베르 페레의 바통을 이어받아 코르도바의 감독이 되었다.
2017년 1월 23일, 주키치는 알 샤바브의 감독이 되었지만, 알 아흘리와 통합되어 샤바브 알 아흘리가 되면서 구단에서 방출되었다.
2017년 6월, 주키치는 비데오톤으로 떠난 마르코 니콜리치를 대신해 파르티잔의 감독이 되었다. 스타디온 파르티자나에서 두 번째 임기를 보내던 주키치는 몇 차례 논란의 발언을 했는데, 우선 2018년 3월에 기자회견에서 비속어를 섞어 자신이 "햇빛이 내리쬐는 발렌시아가 아닌 슈티타르 출신"이며 "여기 온 놈팡이들과 마찬가지"라고 말했다. 5월에는 "마르코 얀코비치가 마음 속의 몬테네그로인을 이겨낼 수 있다면, 걔는 훌륭한 선수가 될거야"라고 말하기도 했다. 7월에는 트라카이를 "머리에 깃털 꽂은 인디오들" 같지 않다고 짚었다.
2019년 12월 22일, 주키치는 스포르팅 히혼 감독이 되어 다시 스페인 2부 리그 구단의 감독이 되었다. 13위의 성적을 낸 후인 이듬해 7월, 다비드 가예고가 그의 후임이 되었다.

### 국가대표팀 감독 경력
주키치는 스페인에서 감독 면허를 취득했고, 세르비아 U-21 국가대표팀 감독으로 감독 생활을 시작해 2007년 U-21 선수권 대회에서 개최국 네덜란드에게 패하여 준우승에 만족해야 했다. 세르비아는 스웨덴과의 안방 경기에서 0-3으로 패하고 원정에서 5-0의 극적인 승리를 거두며 플레이오프전을 통과하고 본선 무대에서 결승전까지 올라갔다.
2007년 12월 19일, 주키치는 파르티잔과의 계약을 연장하지 않기로 결심하고 세르비아 감독으로 취임했지만, 이듬해 8월에 축구 협회와의 불화로 단 한 번의 공식 경기도 치르지 않고 임기를 마쳤다.

## 경력 통계

### 국가대표팀
출처:
| 유고슬라비아 | 유고슬라비아 | 유고슬라비아 |
| 연도         | 출장         | 골           |
| ------------ | ------------ | ------------ |
| 1991         | 2            | 0            |
| 1992         | 0            | 0            |
| 1993*        | 0            | 0            |
| 1994         | 2            | 0            |
| 1995         | 1            | 0            |
| 1996         | 5            | 0            |
| 1997         | 11           | 1            |
| 1998         | 6            | 0            |
| 1999         | 7            | 0            |
| 2000         | 7            | 0            |
| 2001         | 7            | 1            |
| 합계         | 48           | 2            |

참고: 유고슬라비아는 1993년에 국가대표팀 경기를 치르지 못하도록 징계를 받았다. 1994년, 유고슬라비아 사회주의 연방 공화국의 기록을 유고슬라비아 연방이 계승했다.

## 감독 통계
2020년 7월 20일 기준
| 구단          | 국적         | 취임             | 해임             | 기록 | 기록 | 기록 | 기록 | 기록 | 기록 | 기록 | 기록  | 주     |
| 구단          | 국적         | 취임             | 해임             | 전   | 승   | 무   | 패   | 득   | 실   | 차   | 율 %  | 주     |
| ------------- | ------------ | ---------------- | ---------------- | ---- | ---- | ---- | ---- | ---- | ---- | ---- | ----- | ------ |
| 세르비아 U-21 | 세르비아     | 2006년 7월 1일   | 2007년 6월 30일  | 12   | 7    | 1    | 4    | 18   | 12   | +6   | 58.33 |        |
| 파르티잔      | 세르비아     | 2007년 1월 9일   | 2007년 12월 19일 | 39   | 27   | 5    | 7    | 86   | 32   | +54  | 69.23 |        |
| 세르비아      | 세르비아     | 2007년 12월 19일 | 2008년 8월 19일  | 5    | 0    | 2    | 3    | 4    | 8    | −4   | 0.00  | [ 32 ] |
| 무스크롱      | 벨기에       | 2009년 6월 11일  | 2009년 10월 31일 | 14   | 2    | 5    | 7    | 14   | 22   | −8   | 14.29 |        |
| 에르쿨레스    | 스페인       | 2011년 3월 24일  | 2011년 6월 23일  | 9    | 2    | 3    | 4    | 11   | 13   | −2   | 22.22 | [ 33 ] |
| 바야돌리드    | 스페인       | 2011년 7월 6일   | 2013년 6월 5일   | 88   | 38   | 25   | 25   | 131  | 103  | +28  | 43.18 | [ 34 ] |
| 발렌시아      | 스페인       | 2013년 6월 5일   | 2013년 12월 16일 | 23   | 10   | 4    | 9    | 33   | 33   | 0    | 43.48 | [ 35 ] |
| 코르도바      | 스페인       | 2014년 10월 20일 | 2015년 3월 16일  | 21   | 3    | 6    | 12   | 15   | 32   | −17  | 14.29 | [ 36 ] |
| 알-샤바브     | 아랍에미리트 | 2017년 1월 23일  | 2017년 5월 16일  | 12   | 7    | 2    | 3    | 21   | 17   | +4   | 58.33 |        |
| 파르티잔      | 세르비아     | 2017년 6월 5일   | 2018년 8월 3일   | 63   | 36   | 15   | 12   | 112  | 57   | +55  | 57.14 |        |
| 스포르팅 히혼 | 스페인       | 2019년 12월 22일 | 2020년 7월 21일  | 21   | 8    | 5    | 8    | 20   | 17   | +3   | 38.10 | [ 37 ] |
| 합계          | 합계         | 합계             | 합계             | 307  | 140  | 73   | 94   | 465  | 346  | +119 | 45.60 | —      |

## 수상

### 선수
데포르티보
- 코파 델 레이: 1994–95
- 수페르코파 데 에스파냐: 1995

발렌시아
- 라 리가: 2001–02
- 코파 델 레이: 1998–99
- 수페르코파 데 에스파냐: 1999
- UEFA 인터토토컵: 1998
- UEFA 챔피언스리그 준우승: 1999–2000, 2000–01

### 감독
세르비아 U-21
- UEFA U-21 축구 선수권 대회 준우승: 2007

바야돌리드
- 세군다 디비시온 플레이오프전: 2012

파르티잔
- 쿠프 스르비예: 2017–18

개인
- 세르비아 올해의 감독: 2007[38]